# Antje von Graevenitz

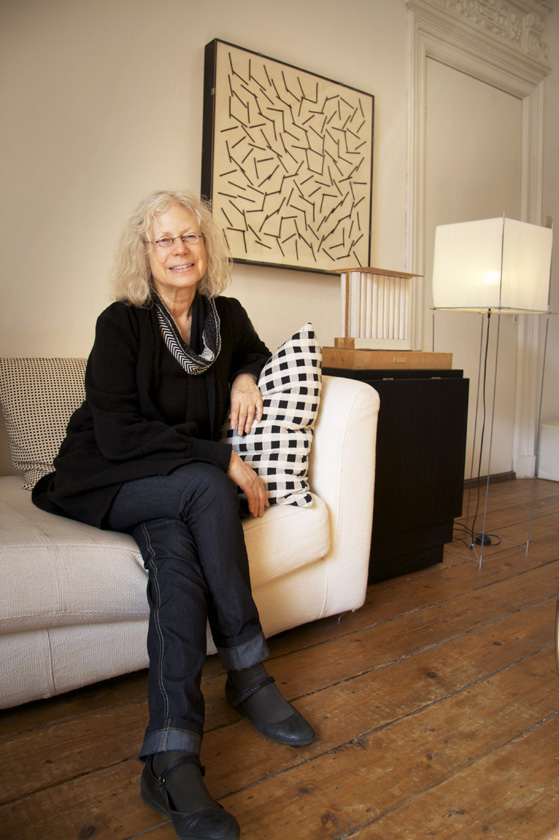
Antje von Graevenitz, Amsterdam 2012

Antje-Maria von Graevenitz (geboren als Antje-Maria Ludwig * 26. August 1940 in Hamburg) ist eine deutsche Kunsthistorikerin und Professorin für Kunstgeschichte.

## Leben
Antje-Maria Ludwig wurde am 26. August 1940 in Hamburg geboren. Ihr Vater war der Oberregierungsrat Kurt Ludwig. Nach dem Tod ihres Vaters, der in sowjetischer Gefangenschaft gestorben war, hat ihre Mutter sie allein versorgt. Antje-Marie besuchte das Realgymnasium der Helene-Lange-Schule in Hamburg, welche sie mit Abitur abschloss. Ab 1961 studierte sie zwei Semester Germanistik und Kunstgeschichte an der Ludwig-Maximilians-Universität München. Gleichzeitig absolvierte sie einjähriges Praktikum für angehende Diplombibliothekarinnen an zwei städtischen Büchereien und der Bayerischen Staatsbibliothek. Von 1962 bis 1964 besuchte sie die Hamburger Büchereischule und erhielt das Diplom für den Dienst an den öffentlichen Bücherhallen. Anschließend studierte sie von 1964 bis 1967 Kunstgeschichte, Archäologie und Ethnologie an der Ludwig-Maximilians-Universität München. 1967 heiratete Antje-Marie den bildenden Künstler Gerhard von Graevenitz. Im gleichen Jahr zog sie in die Niederlande und setzte dort ihre Arbeit an der Dissertation mit einem DAAD-Stipendium fort. Ihre Dissertation schloss sie 1973 ab und erlangte den Doktorgrad der Philosophischen Fakultät der Ludwig-Maximilians-Universität München.
Sie war Dozentin für Kunstgeschichte an der Universität zu Amsterdam (Universität von Amsterdam) und anschließend war sie Professorin für Allgemeine Kunstgeschichte – Schwerpunkt 20. und 21. Jahrhunderts im Kunsthistorischen Institut an der Universität zu Köln.
Darüber hinaus war sie im Vorstand der Stichting de Appel in Amsterdam, Academy of Art in Arnhem, Stichting Stamina in Amsterdam, Art Collection of Groningen und Präsidentin der Niederländischen Abteilung der Association Internationale des Critiques d’Art (AICA). Des Weiteren beriet sie die Rijksakademie in Amsterdam, das Institut für moderne Kunst Nürnberg, das Kunstmuseum Liechtenstein in Vaduz und das Zentralarchiv des internationalen Kunsthandels in Köln.

## Veröffentlichungen (Auswahl)

### Monographien
- Das Niederländische Ohrmuschelornament. Phänomen und Entwicklung, dargestellt an den Werken und Entwürfen der Goldschmiedefamilien van Vianen und Lutma. Zugleich Dissertation an der Universität München (1973), Bamberg 1973.

### Herausgeberschaft
- Duchamps Tür „Gradiva“. Eine literarische Figur und ihr Surrealistenkreis. In: Marcel Duchamp. (Avant Garde 2). Antje von Graevenitz, Klaus Beekman (Hrsg.). Editions Rodopi Verlag, Amsterdam 1989, ISBN 978-90-5183-063-7, S. 63–96.

### Anthologien / Aufsätze
- Brancusis Passage und Tempel. In: Zeichen des Glaubens – Geist der Avantgarde. Religiöse Tendenzen in der Kunst des 20. Jahrhunderts. Wieland  Schmied (Hrsg.). Berlin 1980, ISBN 3-88448-015-4, S. 211–218.
- Erlösungskunst oder Befreiungspolitik: Wagner und Beuys. In: Unsere Wagner: Joseph Beuys, Heiner Müller, Karlheinz Stockhausen, Hans Jürgen Syberberg. Gabriele Förg (Hrsg.). Fischer Taschenbuch Verlag, Frankfurt a. M. 1984, ISBN 978-3-596-23604-6, S. 11–49.
- Rites of Passage in Modern Art. In: World Art. Themes of Unity and Diversity. Acts of the XXVIth International Congress of the History of Art.  Lavin Irving (Hrsg.): Washington D.C. 1986, The Pennsylvania State University 1989, Vol. III, ISBN 978-0-271-00607-9, S. 585–592.
- „My Faust“ von Nam June Paik – ein banalisierter Mythos? In: Künstlerischer Austausch. Artistic Exchange. Akten des XXVIII. Internationalen Kongresses für Kunstgeschichte, Berlin, 15.-20. Juli 1992, Band III. Thomas W. Gaehtgens (Hrsg.). Berlin 1993. S. 223–233.
- Warhols Tausch der Identitäten. In: Kultfigur und Mythenbildung. Das Bild vom Künstler und sein Werk in der zeitgenössischen Kunst. Michael Groblewski,  Oskar Bätschmann (Hrsg.). Akademieverlag, Berlin 1993, ISBN 978-3-05-002365-6, S. 69–91.
- „Ein bisschen Dampf machen“. Ein alchemistisches Credo von Joseph Beuys. In: Ausstieg aus dem Bild. Uwe Schneede (Hrsg.).Hamburg 1996 (Im Blickfeld 1997), ISBN 978-3-7672-1266-4, S. 43–60.
- Mit angezogener Bremse? Bildende Kunst in Deutschland nach 1945 im Maschinenzeitalter. In: Die Zähmung der Avantgarde. Zur Rezeption der Moderne in den 50er Jahren. Gerda Breuer (Hrsg.): Stroemfeld Verlag,  Basel 1997, ISBN 978-3-87877-624-6, S. 129–146.
- Der tatsächliche Tod des Subjekts in der Inszenierung eines Kunstwerks als Herausforderung an das wahrnehmende Subjekt. In: Proteus im Spiegel. Kritische Theorie des Subjekts im 20. Jahrhundert. Paul Geyer, Monika Schmitz-Emans (Hrsg.): Verlag Königshausen & Neumann, Würzburg 2003, ISBN 3-8260-2633-0, S. 571–582.
- Die „Geworfenheit des Menschen“. Zur Frage des Existentialismus für deutsche Künstler nach 1945. In: In die Freiheit geworfen. Positionen zur Deutsch-Französischen Kunstgeschichte nach 1945. Mit einem Vorwort von Thomas Gaethgens. Martin Schieder, Ewig Isabelle (Hrsg.). Berlin 2006, ISBN 978-3-05-004182-7, S. 229–254 (Passagen/Passages,  Band 13).
- Breaking the Silence: Joseph Beuys on his „Challenger“ Marcel Duchamp (1995). In: Joseph Beuys. The Reader. With a Foreword of Arthur C. Danto. Claudia Mesch, Mihely Viola (Hrsg.), MIT Press, Cambridge 2007, ISBN 978-0-262-63351-2, S. 29–49.
- Sprache ergreift Materie – das FESTUM FLUXORUM FLUXUS in Düsseldorf 1963 (Fotos: Manfred Leve). In: Fotos schreiben Kunstgeschichte. AFORK. Archiv künstlerischer Fotografie der rheinischen Kunstszene. Renate Buschmann, Stephan von Wiese,  Anne Rodler  (Hrsg.). Dumont Buchverlag, Köln 2007,   ISBN 978-3-940843-00-5, ISBN 978-3-8321-9058-3, ISBN 3-8321-9058-9, S. 67–86.
- A Labyrinth by Joan Miró. In: Joan Miro. Snail Woman Flower Star. Stephan von Wiese, Sylvia Martin (Hrsg.). Prestel 2008, ISBN 978-3-7913-4048-7, S. 106–119.
- Erdloch, Erdraum und Bodenplatte. Konkurrenz von Zeugen- und Kunstwissenschaft im Blick auf die amerikanische Kunst der sechziger Jahre in München. In: Kunstgeschichte & Gegenwartskunst. Vom Nutzen & Nachteil der Zeitgenossenschaft. Verena Krieger (Hrsg.). Böhlau Verlag, Köln 2008, ISBN 978-3-412-20256-9, S. 117–142.
- Beuys’ letzte Leitern Scala Libera und Scala Napolitana (1985). In: Grenzen der Katharsis in den modernen Künsten. Transformationen des aristotelischen Modells seit Barnays, Nietzsche und Freud. Martin Vöhler, Dirck Linck (Hrsg.): Berlin, New York 2009, ISBN 978-3-11-020624-1, S. 255–292.
- Alchemistische Verheissungen in der Arte Povera. In: Che fare? Arte Povera – die historischen Jahre. Friedemann Malsch,  Christiane  Meyer-Stoll, Valentina Pero (Hrsg.). Ausstellungskatalog im Kunstmuseum Liechtenstein, Vaduz, 7. Mai bis 5. September 2010. Kehrer Verlag. Heidelberg 2010, ISBN 978-3-86828-165-1, ISBN 978-3-86828-167-5, ISBN 3-86828-165-7, ISBN 3-86828-167-3, S. 29–41.
- Duchamp as a Scientist, Artifex and Semiotic Philosopher, His Notes of the „Infra-Mince“ (1934/35-1945). In: Duchamp and the Forestay waterfall: symposium, concert, interventions, exhibitions. Salle Davel, Kunsthalle Marcel Duchamp, Galerie Davel 14, The Forestay Waterfall. (010). Stefan Banz (Hrsg.). JPR/Ringer Verlag, Zürich 2010, ISBN 978-3-03764-156-9, S. 216–231.
- „The Third Mind“ of William S. Burroughs and Brion Gysin. In: Bowles / Beats / Tangier.  Allen Hibbard, Barry Tharaud, Amine Khalid (Hrsg.). Collaborative Media International 2010, ISBN 978-0-9824409-2-6, S. 139–146.
- Im Namen der Freiheit – und des Mitleids. F.W.Schelling als Inspirationsquelle für Beuys. In: Joseph Beuys. Parallelprozesse, Archäologie einer künstlerischen Plastik. Ulrich Müller (Hrsg.). München 2012, ISBN 978-3-7774-6011-6, S. 68–81.

### Ausstellungskataloge
- Jan J. Schoonhoven – der Zeichner. In: J.J. Schoonhoven. Zeichnungen – tekeningen 1940-1975. Ausstellungskatalog. Städtische Kunsthalle Düsseldorf / Museum Boymans-van Beuningen. Jan Schoonhoven (Hrsg.).  Rotterdam 1975/76. S. 3–19.
- Hütten und Tempel: zur Mission der Selbstbesinnung. In: Monte Verità. Berg der Wahrheit. Lokale Anthropologie als Beitrag zur Wiederentdeckung einer neuzeitlichen sakralen Topographie. Harald Szeemann, Ingeborg Lüscher. Ausstellungskatalog im Kunsthaus Zürich 1978/79, S. 85–98.
- Oskar Schlemmers Kursus: Der Mensch. In: Wand-Bild, Bild-Wand. Ausstellungskatalog. Städtische Kunsthalle Mannheim 1988. Oskar Schlemmer (Hrsg.). Verlag Esther Appel, Elztal 1988, ISBN 978-3-89165-055-4, S. 9–16.

## Film
- Öffentlichkeitsarbeit an niederländischen Museen. Saarländischer Rundfunk, 1974, Coll. Rijksdienst voor Beeldende Kunst, Den Haag.

## Ausstellungen (kuratiert, organisiert)
- Mooi alleen hoeft niet. Mit Gijs van Tuyl und Franck Gribling. Nederlandse Kunststichting 1974
- PersonalWorlds. Mit Gijs van Tuyl und Franck Gribling, Nederlandse Kunststichting, 1978
- De eerste plastic eeuw. Mit Marian Boot und Henk Overduin, Haags Gemeente Museum 1979.
- Gerhard von Graevenitz, Retrospective. Rijksmuseum Kröller-Müller, Otterlo 1984, Wilhelm-Hack-Museum, Ludwigshafen a. Rh., 1984, Kunsthalle Bremen, 1984/85, Quadrat-Museum/Josef Albers, Bottrop 1985.
- Das szenische Auge. Mit Wolfgang Storch, IfA Stuttgart 1996.